# Academia Medieval de América
La Academia Medieval de América (Medieval Academy of America) es la mayor organización en los Estados Unidos que promueve la excelencia en el campo de los estudios medievales. Fue fundada en 1925 y tiene su sede en Cambridge, Massachusetts. La Academia publica la revista trimestral Speculum y otorga premios, subvenciones y becas como la Medalla Haskins, que lleva el nombre de Charles Homer Haskins, uno de los fundadores de la Academia Medieval y su segundo presidente.
La Academia Medieval apoya la investigación, la publicación y la enseñanza del arte medieval, la arqueología, la historia, el derecho, la literatura, la música, la filosofía, la religión, la ciencia, las instituciones sociales y económicas y todos los demás aspectos de la Edad Media.